# Giardini di Versailles
I giardini di Versailles (in francese: jardins du château de Versailles) occupano parte di quello che un tempo era il domaine royal de Versailles, il dominio reale della reggia di Versailles. Situati a ovest del palazzo, i giardini coprono una superficie di 815 ettari di terreno, gran parte ricoperto da giardino alla francese. Dietro una cintura di piante, i giardini sono circondati dalle aree urbane del villaggio di Versailles e da quello di Le Chesnay, oltre che dall'arboreto di Chèvreloup e dalle pianure di Versailles, nonché dalla foresta Satory.
Come parte del domaine national de Versailles et de Trianon, un'entità autonoma operante sotto la montagna la tutela del Ministero della Cultura francese, i giardini sono ad oggi uno dei siti pubblici più visitati di Francia, ricevendo oltre sei milioni di visitatori all'anno.
Oltre ai meticolosi parterres di fiori e alle numerose sculture, troneggiano le fontane, sparse in tutto il complesso dei giardini. Databili all'epoca di Luigi XIV, le fontane continuano a funzionare con uno dei sistemi idraulici più complessi e duraturi dell'Ancien Régime, fornendo ai giardini un costante contributo di unica bellezza. Nei fine settimana dalla tarda primavera al primo autunno, l'amministrazione del museo promuove l'iniziativa Grandes Eaux, una serie di spettacoli durante i quali tutte le fontane del giardino sono attive contemporaneamente.
Nel 2012 i giardini assieme al castello sono stati iscritti tra i monumenti protetti dall'UNESCO.

## Mappa completa dei giardini

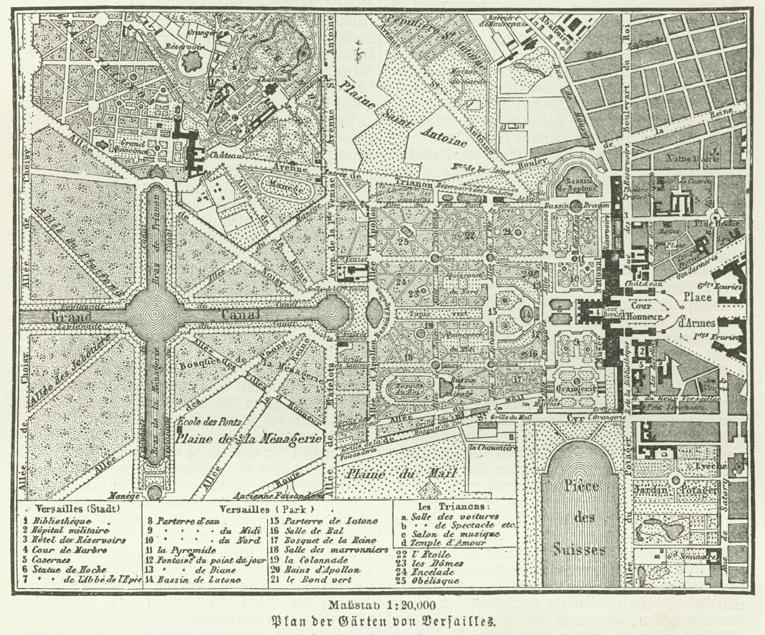
Mappa completa dei giardini di Versailles. Meyers Konversations-Lexikon
I giardini della reggia di Versailles nel 1746, incisione ad opera dell'abate Delagrive, geografo della città di Parigi.

## Luigi XIII
| Grandezza | 830 ettari |
| Numero di alberi | 200 000    |
| Fiori piantati annualmente | 210 000    |
| Numero di fontane | 50         |
| Numero di getti d'acqua | 620        |
| Superficie dell'area del Grand Canal                                                                                               | 23 ettari  |
| Perimetro del Grand Canal | 5,57 km    |
| Lunghezza delle tubazioni necessarie per le fontane                                                                                | 53 km      |
| Totale dell'acqua consumata dalle fontane durante i ‘‘Grandes Eaux’’:                                                              | 3600 m³    |
| Fonte: (FR) Château de Versailles, su sito ufficiale della reggia di Versailles (archiviato dall'url originale il 21 giugno 2012). |            |

Con gli ultimi acquisti da parte di Luigi XIII delle terre di Jean-François de Gondi nel 1632 e la sua assunzione a ruolo di signore di Versailles in quegli stessi anni, vennero costruiti dei giardini formali a ovest del castello. Le memorie dell'epoca ricordano che più tardi nel decennio Claude Mollet e Hilaire Masson disegnarono i giardini, rimasti sostanzialmente inalterati sino agli anni sessanta del secolo quando il complesso venne espanso a opera di Luigi XIV. Questo primitivo piano, che sopravvive oggi nel "piano Du Bus" del 1662 circa, stabilì il criterio a partire dal quale evolvettero i giardini di Luigi XIV, soprattutto la chiara definizione degli assi principali formanti le linee essenziali dei giardini.

## Luigi XIV
Nel 1661, dopo la caduta in disgrazia del ministro delle finanze Nicolas Fouquet, che aveva utilizzato i fondi della corona per costruire il suo lussuoso castello a Vaux-le-Vicomte, Luigi XIV dedicò ogni attenzione al progetto di Versailles: con l'aiuto dell'architetto di Fouquet, Louis Le Vau, del pittore Charles Le Brun e dell'architetto paesaggista André Le Nôtre, iniziò un programma di abbellimento ed espansione di Versailles che avrebbe occupato tutto il periodo del suo regno e gli avrebbe dato non poche preoccupazioni.
Da quel momento l'espansione dei giardini di Versailles seguì l'espansione del castello, e come la reggia stessa anche i giardini conobbero successive campagne di costruzione. A ciascun livello della creazione dei giardini, l'espansione veniva curata dalla direzione del re Sole che modificava il proprio quotidiano percorso per mostrare agli ospiti le bellezze della sua reggia.

### Prima campagna di costruzione
Nel 1662 vennero portate modifiche minori al castello e venne data grande attenzione allo sviluppo dei giardini: i già esistenti bosquets e parterres vennero espansi e ne venne creato uno nuovo. Tra le creazioni più innovative di questa prima campagna citiamo anche l'Orangerie e la grotte de Thétys.
L'Orangerie, disegnata da Louis Le Vau, venne collocata a sud del castello, prendendo spunto da una collinetta naturale. Quest'area era destinata a conservare al caldo piante di agrumi durante il periodo invernale, da cui il nome.
La grotte de Thétys, collocata a nord del castello, formava parte dell'iconografia del castello; venne completata durante la seconda campagna di costruzione.
Dal 1664 i giardini erano già mutati secondo la volontà di Luigi XIV, e fu il re in persona ad inaugurare i nuovi giardini con una fête galante rimasta famosa col nome di Les Plaisirs de l'Île Enchantée. L'evento, che ufficialmente era dedicato a celebrare sua madre, Anna d'Austria, e la sua consorte Maria Teresa d'Asburgo-Spagna, venne in realtà celebrato per Louise de La Vallière, amante del sovrano dal maggio di quell'anno. Gli invitati vennero intrattenuti per una settimana alla reggia con favolosi giochi e spettacoli nei giardini. Dal momento che per convenire alla fête molti invitati avevano dovuto dormire nelle loro carrozze per la mancanza di alloggi per tutti, Luigi XIV iniziò nuovamente ad espandere il castello ed i giardini di Versailles.

### Seconda campagna di costruzione
Tra il 1664 e il 1668, un fervore di attività andava avvicendandosi nei giardini (con special riguardo alle fontane ed ai nuovi bosquets); fu durante questo periodo che venne realizzato il concetto dei giardini secondo l'ottica del Re Sole, cioè tutto gravitante ancora una volta attorno ad Apollo (divinità del Sole), personificazione del re stesso..
Con questa nuova fase di costruzione, i giardini assunsero un disegno topografico ed iconografico che rimase inalterato sino al XVIII secolo. Come annota André Félibien nella sua descrizione di Versailles, vi predominavano temi solari ed apollinei: «Dal momento che il sole è l'emblema di Luigi XIV, e che quel poeta ha unito la figura del sole con Apollo, non vi è nulla nella superba casa che non sia in relazione con questa divinità».
Fu in questa fase che vennero creati altri luoghi con nessi simbolici: venne completata la Grotte de Thétys e vennero realizzati il Bassin de Latone e il Bassin d'Apollon.

#### Grotte de Thétys
Iniziata nel 1664 e terminata nel 1670 con l'installazione del gruppo statuario opera di Gilles Guérin, François Girardon, Thomas Regnaudin, Gaspard e Balthazard Marsy, la grotta formò un'importante componente simbolica e tecnica dei giardini. Simbolicamente la Grotte de Thétys legava al mito di Apollo, e per associazione a Luigi XIV; rappresentava infatti la caverna della divinità marina Teti, ove Apollo riposava di notte dopo aver guidato per tutto il giorno in cielo il carro infuocato del sole. La grotta era una struttura a sé stante a nord del castello, con l'interno decorato da conchiglie a rappresentare appunto il legame col mare, oltre a contenere un gruppo statuario dei fratelli Marsy che mostrava il dio servito dalle Nereidi (gruppo centrale) e i suoi cavalli accuditi dai servi di Teti (i due gruppi laterali). Originariamente queste statue erano poste in tre nicchie individuali nella grotta e circondate da numerose fontane e giochi d'acqua.
Tecnicamente la Grotte de Thétys giocò un ruolo importante nel sistema idrico che portava acqua ai giardini. Il tetto della grotta, infatti, aveva al proprio interno una riserva che raccoglieva l'acqua pompata dallo stagno di Clagny e che alimentava per gravità le fontane dei giardini più in basso.
|                                                               |                                                                        |                                                                                 |                                                                                          | |
| “Veduta esterna della Grotta di Teti” di Jean Le Pautre, 1672 | “Cavalli di Apollo accuditi da due tritoni” di Gilles Guérin, ca. 1670 | “Apollo accudito dalle ninfe” di François Girardon e Thomas Regnaudin, ca. 1670 | “Cavalli di Apollo accuditi da due tritoni” di Gaspard Marsy e Balthazar Marsy, ca. 1670 | “Veduta interna della Grotta di Teti” di Jean Le Pautre, 1676 Image:Grotte de Thétys-intérieur.jpg\|“Veduta interna della Grotta di Teti” di Jean Le Pautre, 1676 |

#### Bassin de Latone
Collocato sull'asse est-ovest di poco a sud-est del Parterre d'Eau, si trovava il Bassin de Latone. disegnato da André Le Nôtre, scolpito da Gaspard e Balthazard Marsy, e costruito tra il 1668 ed il 1670, la fontana mostrava l'episodio de Le metamorfosi di Ovidio ove Latona e i suoi figli, Apollo e Diana, venendo tormentati dai contadini della Licia che si rifiutavano di farli dissetare al loro stagno, si appellano a Zeus il quale risponde tramutando i Lici in rane. Questo episodio della mitologia classica venne prescelto come allegoria delle rivolte della Fronda che avvennero durante il periodo della minore età di Luigi XIV. I collegamenti tra la storia narrata da Ovidio e l'episodio della storia francese resero a tutti chiaro il riferimento politico che il castello stesso stava assumendo.
|                                                                       |
| “Veduta del Bassin de Latone, 1678” incisione di Jean Le Pautre, 1678 |

#### Bassin d'Apollon
Sempre sull'asse est-ovest si trovava il Bassin d'Apollon – la fontana di Apollo. Occupante il sito del Rondeau/Bassin des Cygnes di Luigi XIII, la fontana di Apollo venne costruita tra il 1668 ed il 1671 e raffigura il dio Sole nell'atto di guidare il carro di fuoco nel cielo. Costituisce il punto focale del giardino e serve come elemento di transizione tra i giardini del Petit Parc e il Grand Canal.
|                                                                     |
| “Veduta del Bassin d’Apollon” incisione diLouis de Chastillon, 1683 |

#### Grand Canal
Con una lunghezza di 1.500 metri e una larghezza di 62 metri, il Grand Canal, costruito tra il 1668 e il 1671, fisicamente e visualmente prolungava l'asse est-ovest sino alle mura del Grand Parc. Durante l'Ancien Régime, il Grand Canal servì come luogo preposto alle feste sulle navi. Nel 1674, come risultato di una serie di accordi diplomatici a beneficio di Luigi XIV, il re ordinò la costruzione della Petite Venise – la piccola Venezia appunto. Collocata in giunzione del Grand Canal attraverso un ramo trasversale a nord, la piccola Venezia ospitava caravelle e yacht donati a Luigi XIV dai Paesi Bassi oltre a gondole ricevute in dono dal Doge di Venezia, da cui il nome
Oltre all'aspetto decorativo e all'aspetto ludico, il Grand Canal aveva anche un ruolo pratico importante: situato in un punto basso dei giardini, raccoglieva l'acqua drenata dalle fontane che si trovavano su un piano più elevato. L'acqua del Grand Canal veniva pompata nuovamente verso la riserva sul tetto della Grotte de Thétys attraverso una rete di pompe mosse da mulini a vento e da cavalli da tiro.
|                                                             |
| “Veduta del Grand Canal” incisione di Nicolas Perelle, 1680 |

#### Parterre d'Eau
Situato sopra la Fontana di Latona esso rappresenta la terrazza del castello, conosciuta come Parterre d'Eau. Il parterre formava un elemento di transizione dal castello ai giardini inferiori ed era posto sull'asse nord-sud dei giardini; il Parterre d'Eau provvide nuovi elementi per l'immagine e il simbolismo dei decori dei grands appartements sintetizzando con questa iconografia i giardini stessi. Nel 1664 Luigi XIV commissionò una serie di statue per decorare il Parterre d'Eau. Il Grande Commande, come divenne nota la commissione, comprendeva ventiquattro statue classiche e quattro statue addizionali sempre tratte dal repertorio del passato.
| |
| “Veduta del castello di Versailles visto dai giardini con il Parterre d'Eau” di André Le Nôtre, Charles Le Brun e Louis Le Vau, ca. 1674 |

#### Evoluzione dei Bosquets
Uno degli elementi che distinsero i giardini durante la seconda fase di costruzione a Versailles fu la proliferazione dei boschetti. Espandendo i giardini durante la prima campagna di costruzione, Le Nôtre espanse a tal punto i boschi presenti da crearne ben dieci: il Bosquet du Marais nel 1670; il Bosquet du Théâtre d'Eau, l'Île du Roi e il Miroir d'Eau, il Salle des Festins (Salle du Conseil), il Bosquet des Trois Fontaines nel 1671; il Labyrinthe ed il Bosquet de l'Arc de Triomphe nel 1672; il Bosquet de la Renommée (Bosquet des Dômes) ed il Bosquet de l'Encélade nel 1675; ed il Bosquet des Sources nel 1678
Oltre all'espansione degli esistenti boschetti e alla costruzione di uno nuovo, vi furono due progetti ulteriori per meglio definire quest'area, il Bassin des Sapins e il Pièce d'Eau des Suisses.

#### Bassin des Sapins
Nel 1676 il Bassin des Sapins, che era collocato a nord del castello dietro il Parterre du Nord e l'Allée des Marmousets venne disegnato a formare un pendant topologico lungo l'asse nord-sud con il Pièce d'Eau des Suisses collocato alla base della collina di Satory a sud del castello. Successive modifiche ai giardini trasformeranno questa fontana nel Bassin de Neptune.

#### Pièce d'Eau des Suisses
Scavata nel 1678, la Pièce d'Eau des Suisses – così nominata dalle Guardie Svizzere che costruirono il lago artificiale - occupava l'area di marcite e stagni che fornivano anticamente l'acqua alle fontane del giardino. Questa fontana, con una superficie di 15 ettari d'acqua, è ancora oggi la seconda più grande fontana presente a Versailles dopo il Grand Canal.

### Terza campagna di costruzione

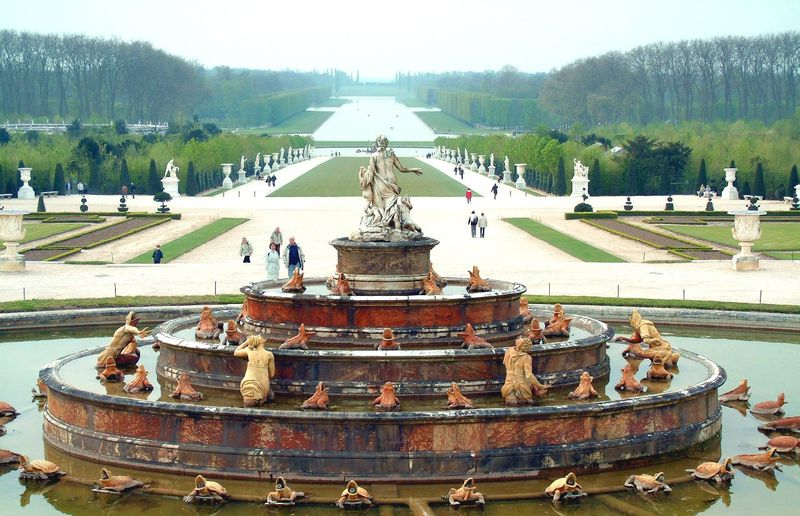
Bassin de Latone – La fontana di Latona con il tapis vert e il Grand Canal sullo sfondo

Le modifiche ai giardini di Versailles durante la terza campagna di costruzioni si distinsero per un cambio stilistico dal naturalistico di André Le Nôtre all'architettonico di Jules Hardouin Mansart. La prima e principale modifica ai giardini in questa fase si ebbe nel 1680 con il Tapis Vert che espanse ulteriormente la distanza tra la fontana di Latona e quella di Apollo.
A partire dal 1684 il Parterre d'Eau venne rimodellato sotto la direzione di Jules Hardouin Mansart. Le statue del Grande Commande del 1674 vennero ricollocate in altre parti del giardino; due fontane gemelle di forma ottagonale vennero costruite e decorate con statue di bronzo a rappresentare i quattro principali fiumi di Francia. Nello stesso anno, l'Orangerie di Le Vau, collocata a sud del Parterre d'Eau venne demolita per far spazio ad una struttura più larga disegnata da Jules Hardouin Mansart. Oltre all'Orangerie, venne realizzata l'Escaliers des Cent Marches, che facilitò l'accesso ai giardini da sud, dal Pièce d'Eau des Suisses e dal Parterre du Midi che vennero costruiti in quell'epoca, dando al castello l'attuale configurazione nelle decorazioni. 

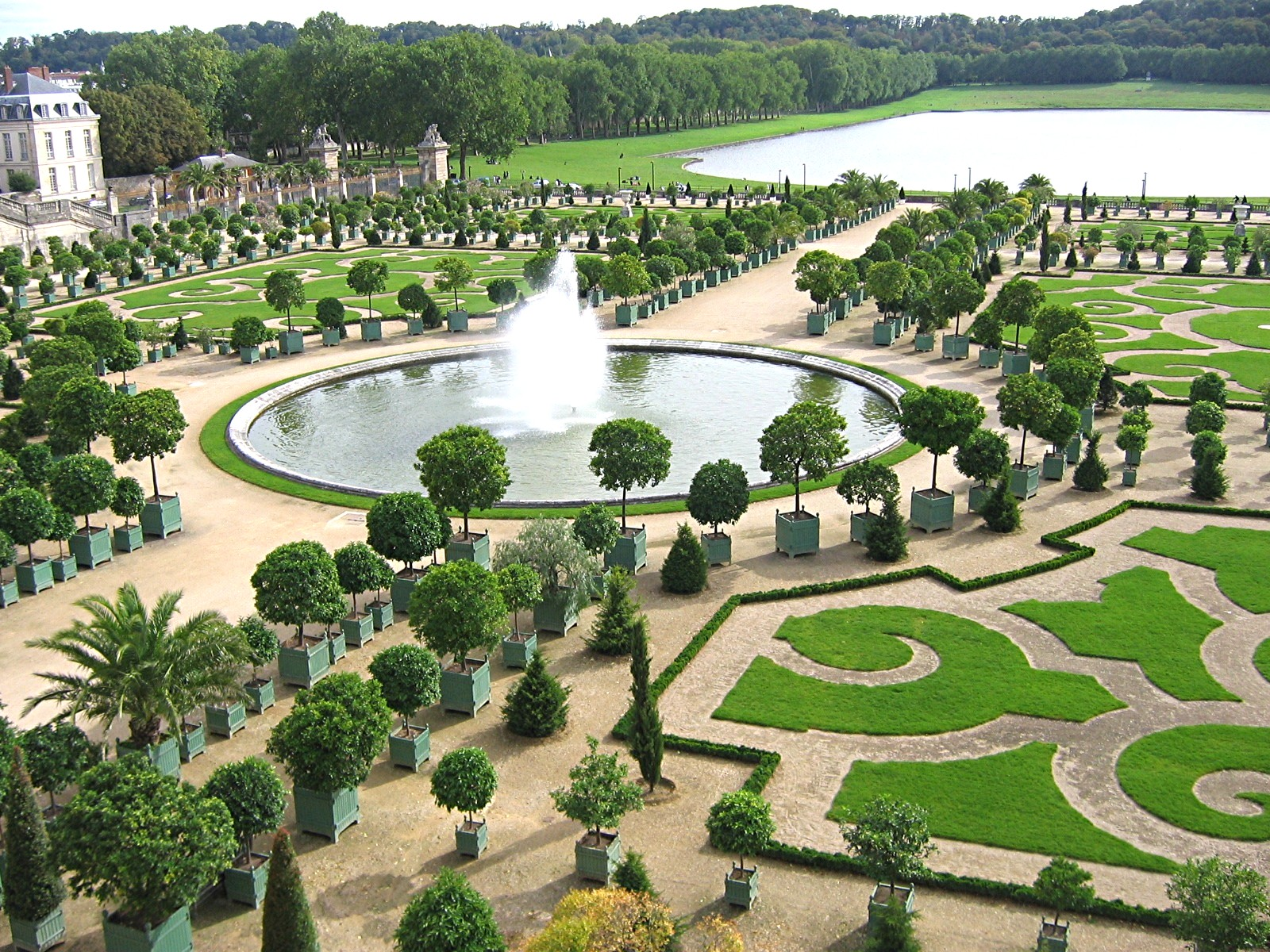
LOrangerie nei giardini del Palazzo di Versailles con il Pièce d’Eau des Suisses sullo sfondo

Inoltre, per accomodare l'anticipata costruzione dell'Aile des Nobles – l'ala nord del castello - la Grotte de Thétys venne demolita.
Con la costruzione dell'Aile des Nobles (1685–1686), il Parterre du Nord venne rimodellato per rispondere alle esigenze della nuova architettura di questa parte del castello. Per compensare la perdita della riserva d'acqua sopra la Grotte de Thétys e per venire incontro alla sempre maggiore esigenza d'acqua per le fontane dei giardini di Versailles, Jules Hardouin Mansart disegnò una nuova e più grande riserva d'acqua situata a nord dell'Aile des Nobles. Il cantiere per il rovinosamente costoso Canal de l'Eure venne inaugurato nel 1685; disegnato da Vauban intendeva captare l'acqua dal fiume Eure a più di 80 chilometri di distanza, e richiedeva la costruzione di un gigantesco acquedotto, ma i lavori vennero abbandonati nel 1690.
Tra il 1686 ed il 1687, il Bassin de Latone, sotto la direzione di Jules Hardouin Mansart, venne ricostruito lasciando ai visitatori l'aspetto che ancora oggi ha.
Durante questa fase di costruzione, vennero modificati e creati i tre principali boschetti del giardino. Iniziando con la Galerie des Antiques, questo boschetto venne realizzato nel 1680 sul sito della precedente Galerie d'Eau che ebbe breve durata (1678). Questo boschetto venne concepito come una galleria all'aria aperta di copie di opere d'arte antica fatte realizzare dall'Académie de France à Rome. L'anno successivo iniziò la costruzione del Salle de Bal. Collocata in una sezione chiusa dei giardini a sud dell'Orangerie, questo boschetto venne disegnato come un anfiteatro con una cascata, l'unica sopravvissuta nel giardino di Versailles attuale. La Salle de Bal venne inaugurata nel 1685 con un ballo guidato da Luigi, il Gran Delfino. Tra il 1684 ed il 1685, Jules Hardouin Mansart costruì il Colonnade. Collocato sul sito del Bosquet des Sources di Le Nôtre, questo boschetto era composto da un peristilio circolare formato da trentadue archi e da ventotto fontane e fu l'opera architettonica di maggior rilievo di Hardouin Mansart nei giardini di Versailles

### Quarta campagna di costruzione
Per via delle ristrettezze finanziarie apportate alla Francia dalla Guerra della Lega di Augusta e dalla Guerra di successione spagnola, non vennero fatti lavori significativi ai giardini di Versailles sino al 1704. Tra il 1704 ed il 1709, invece, vennero modificati i boschetti ed altri vennero mutati radicalmente anche nel nome nello spirito di austerità che contraddistinse gli ultimi anni di regno di Luigi XIV

## Luigi XV

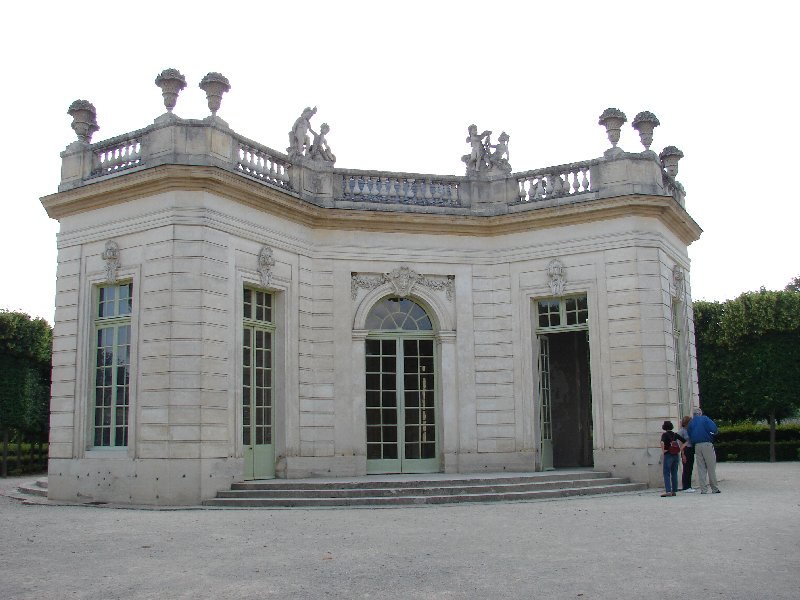
Il Pavillon français di Ange-Jacques Gabriel, 1749-50

Con la partenza del re e della corte da Versailles nel 1715 a seguito della morte di Luigi XIV, il palazzo e i giardini vennero lasciati in stato di semi-abbandono. Nel 1722 Luigi XV e la corte tornarono a Versailles ed il tutto riprese vita ma, al contrario di suo nonno, il nuovo sovrano non intraprese costose campagne di costruzione a Versailles. Durante il regno di Luigi XV l'unica significativa aggiunta ai giardini fu il completamento del Bassin de Neptune (1738–1741).
Piuttosto che spendere denaro per modificare i giardini di Versailles, Luigi XV - appassionato di botanica - diresse i propri sforzi verso il Trianon. Nell'area oggi occupata dall'Hameau de la Reine, Luigi XV fece costruire e curare les jardins botaniques – i giardini botanici appunto. Nel 1750, anno nel quale les jardins botaniques vennero costruiti, il Jardinier-Fleuriste, Claude Richard (1705–1784), assunse l'amministrazione dei giardini botanici del castello. Nel 1761, Luigi XV commissionò a Ange-Jacques Gabriel di costruire il Petit Trianon come residenza che gli permettesse di trascorrere più tempo nei pressi dei suoi jardins botaniques. Fu al Petit Trianon che Luigi XV si ammalò fatalmente di morbillo; il 10 maggio 1774 il re morì a Versailles.

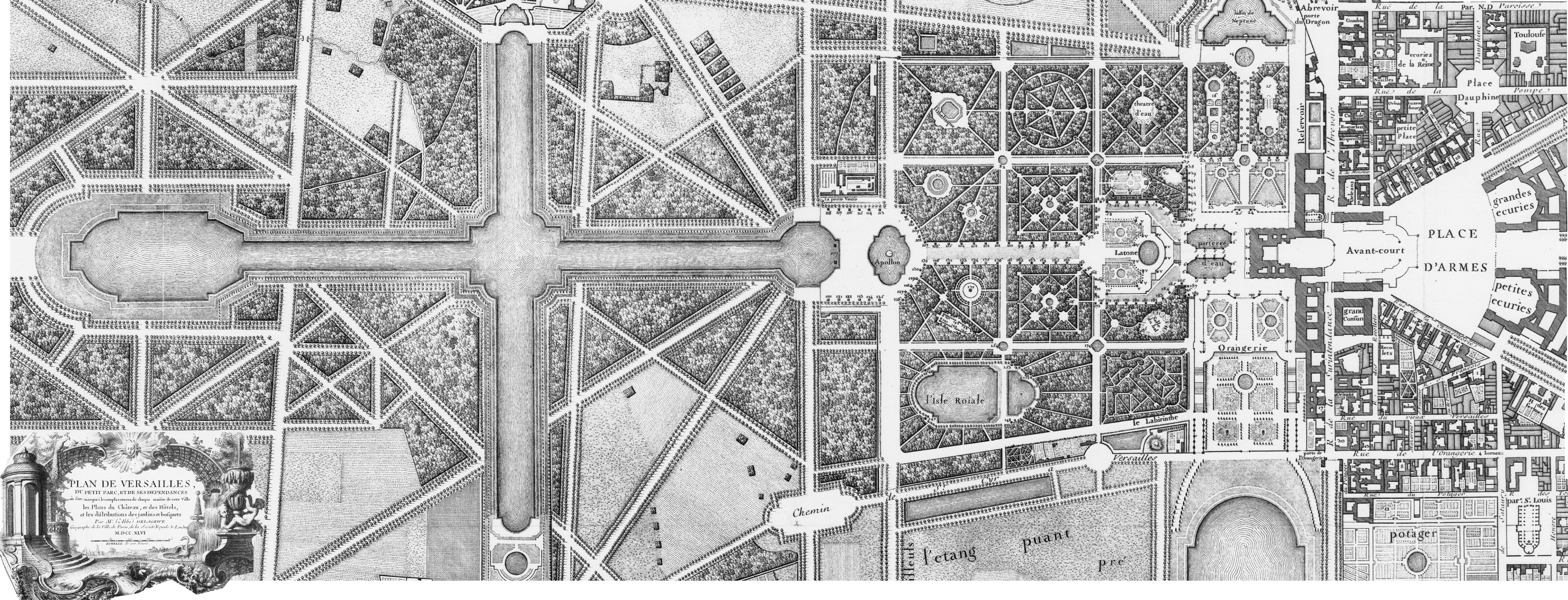
I giardini e reggia di Versailles nel 1746 in un'incisione dell'abate Delagrive

## Luigi XVI
Dall'ascesa al trono di Luigi XVI, i giardini di Versailles vennero portati a nuove trasformazioni che richiamarono la quarta campagna di costruzione di Luigi XIV. Seguendo la filosofia di Jean-Jacques Rousseau e dei Philosophes, nell'inverno 1774-1775 venne programmata una completa ripiantumazione dei giardini. Alberi e arbusti dell'epoca di Luigi XIV vennero abbattuti con l'intento di trasformare il complesso del parco dal jardins français di Le Nôtre e Hardouin Mansart in un giardino all'inglese, ma quest'intento non riuscì ad essere completamente compiuto. A causa della tipologia del terreno, l'estetica inglese venne abbandonata e la parte dei giardini danneggiata venne ripiantata in stile francese. Ad ogni modo, in un'ottica di economia, Luigi XVI ordinò le palissades – un lavoro intenso a paletti di legno per formare le mura dei boschetti – per rimpiazzare le file di piante di limoni e noccioli precedentemente esistenti. Inoltre, alcuni boschetti risalenti all'epoca del Re Sole, non vennero rimpiazzati. Il contributo più significativo ai giardini durante il regno di Luigi XVI fu la Grotte des Bains d'Apollon. La grotta in roccia posta in un boschetto di stile inglese fu uno dei capolavori di Hubert Robert ove vennero ricollocate le statue anticamente nella Grotte de Thétys.

## La Rivoluzione
Nel 1792, per ordine della Convenzione nazionale, molti alberi del giardino di Versailles vennero abbattuti, mentre parti del Grand Parc vennero parcellizzate e disperse. Percependo il potenziale di Versailles, Louis Claude Marie Richard (1754–1821) – direttore dei jardins botaniques e nipote di Claude Richard – pregò il governo francese di salvare Versailles e riuscì con questa petizione ad impedire che altre parti del Grand Parc venissero distrutte, utilizzando anche lo stratagemma di suggerire che i parterres del Petit Parc potessero essere utilizzati per piantarvi vegetali e ortaggi per sfamare la popolazione. I giardini, ad ogni modo, vennero aperti al pubblico e non era raro vedere persone intente a lavare i loro panni nelle fontane della reggia o stenderli sulle statue ad asciugare.

## Napoleone I
L'era napoleonica perlopiù ignorò Versailles. Nel castello vennero solo adoperate alcune stanze per l'imperatrice Maria Luisa, mentre i giardini vennero sostanzialmente lasciati immutati, salvando giusto la caduta di alcuni alberi nel Bosquet de l'Arc de Triomphe e nel Bosquet des Trois Fontaines. La massiva erosione del suolo necessitò tra l'altro della nuova piantumazione di alberi.

## Restaurazione
Con la restaurazione dei Borboni nel 1814, i giardini di Versailles subirono le loro prime modifiche dall'epoca della Rivoluzione. Nel 1817, Luigi XVIII ordinò la conversione de l'Île du roi e del Miroir d'Eau in giardini di stile inglese – il Jardin du roi.

## La monarchia di luglio ed il secondo impero francese
Mentre gran parte dell'interno del castello venne irreparabilmente alterato per accomodarvi il museo di tutte le Glorie di Francia (inaugurato da Luigi Filippo, 10 giugno 1837), i giardini rimasero in contrasto inalterati. Con l'eccezione della visita di stato della regina Vittoria e del principe Alberto nel 1855 quando si tenne una festa sullo stile di Luigi XIV, Napoleone III di Francia perlopiù si limitò ad ignorare la reggia, preferendovi invece il castello di Compiègne

## Pierre de Nolhac
Con l'arrivo di Pierre de Nolhac a direttore del museo nel 1892, iniziò una nuova era di ricerche storiche a Versailles. Nolhac, ardente studioso e archivista, iniziò a scrivere la storia di Versailles e successivamente stabilì i criteri per il restauro del castello e la preservazione dei giardini che ancora oggi sono utilizzati.

## Ibosquetsdei giardini
Durante le modifiche che i giardini di Versailles subirono tra XVII e XIX secolo, molti boschetti subirono notevoli modifiche ed altri cambiarono il loro nome.

### Deux Bosquets - Bosquet de la Girondole - Bosquet du Dauphin - Quinconce du Nord - Quinconce du Midi
Questi due boschetti vennero piantati per la prima volta nel 1663. Collocati a nord e a su dell'asse est-ovest del giardino, i due boschetti vennero predisposti come una serie di riquadri attorno a quattro salles de verdure ciascuna delle quali convergenti nella "sala" centrale che conteneva una fontana. Nel 1682 il boschetto a sud venne rimodellato col nome di Bosquet de la Girondole, a causa della fontana centrale. Il boschetto a nord venne ricostruito nel 1696 e prese il nome di Bosquet du Dauphin dalla fontana centrale che raffigurava un delfino. Durante la ripiantumazione del 1774-1775, entrambi i boschetti vennero distrutti. Le aree vennero ripiantate con alberi di limoni e ribattezzate coi nomi di Quinconce du Nord e Quinconce du Midi.
Labyrinthe - Bosquet de la Reine

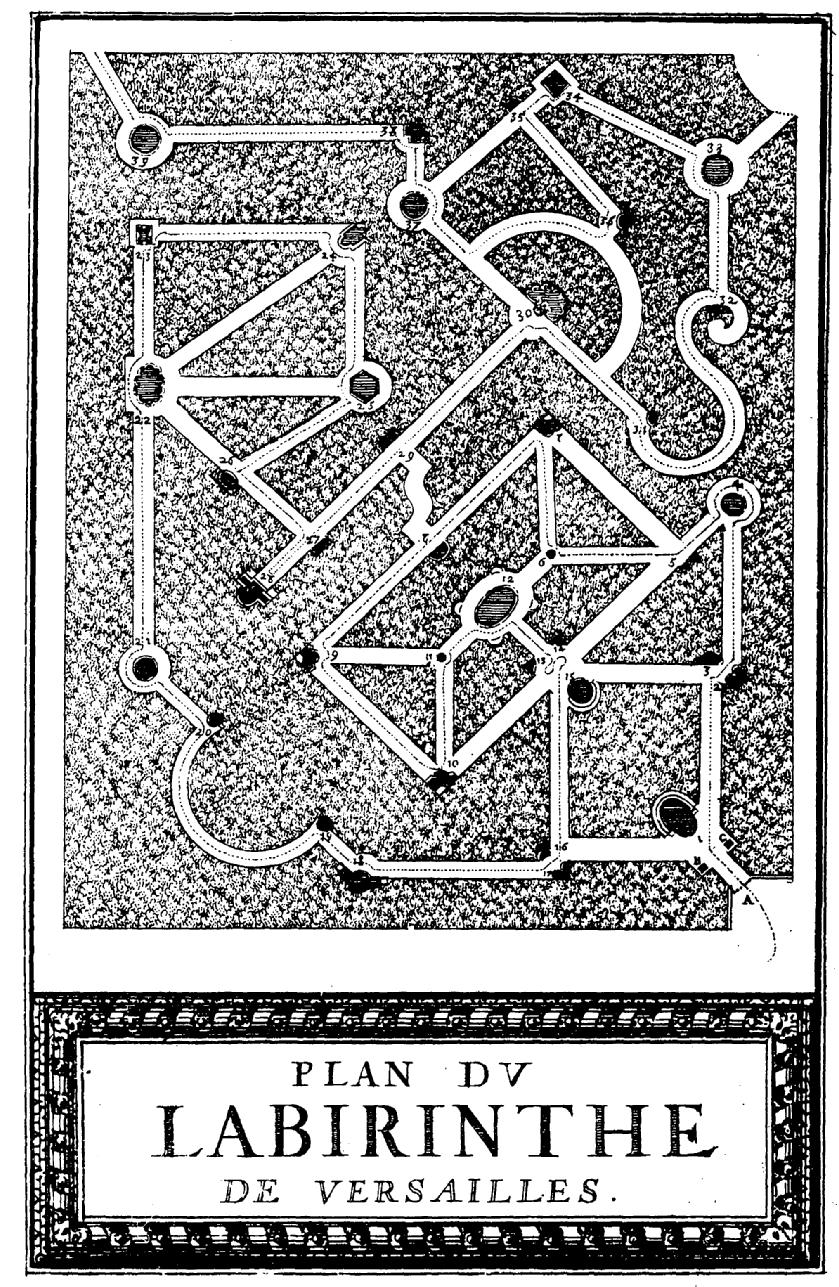
Pianta del Labirinto dalla descrizione di Charles Perrault.

Nel 1665, André Le Nôtre programmò la costruzione di un labirinto nell'area a sud della fontana di Latona nei pressi dell'Orangerie. Nel 1669, Charles Perrault – autore di molte storie per l'educazione dei bambini – consigliò Luigi XIV di rimodellare il Labyrinthe perché fosse utile all'educazione del delfino. Tra il 1672 ed il 1677, Le Nôtre ridisegnò il Labyrinthe ponendovi all'interno trentanove fontane che illustrassero le Favole di Esopo. Gli scultori Jean-Baptiste Tuby, Etienne Le Hongre, Pierre Le Gros, e i fratelli Gaspard e Balthazard Marsy lavorarono a queste fontane ciascuna delle quali era accompagnata da una placca bronzea dove era inciso il riassunto della favola raffigurata, con dei versi scritti da Isaac de Benserade; da queste placche il figlio di Luigi XIV imparò a leggere. Una volta completato nel 1677 il Labyrinthe conteneva al suo interno trentanove fontane con 333 sculture metalliche di animali dipinte. L'acqua necessaria agli elaborati giochi d'acqua delle fontane venne fatta giungere dalla Senna attraverso la Macchina di Marly. Il Labyrinthe stesso conteneva quattordici ruote ad acqua che facevano funzionare 253 pompe, molte delle quali lavoravano a diversi chilometri di distanza. Adducendo gli elevati costi di riparazione e mantenimento, Luigi XVI decise di demolire il Labyrinthe nel 1778, ponendovi al suo posto un arboreto di piante esotiche poste in un giardino all'inglese. Ribattezzato Bosquet de la Reine.

### Bosquet de la Montagne d'Eau - Bosquet de l'Étoile
Originariamente disegnato da André Le Nôtre nel 1661 col nome di salle de verdure, questo boschetto conteneva delle aree circolari e una parte centrale di forma pentagonale. Nel 1671, il boschetto venne allargato con un sistema di partizioni più elaborato e una nuova fontana centrale a forma di montagna, al punto tale che il boschetto ottenne il nuovo nome di Bosquet de la Montagne d'Eau. Il boschetto venne completamente rimodellato nel 1704 e venne ribattezzato Bosquet de l'Étoile.

### Bosquet du Marais - Bosquet du Chêne Vert – Bosquet des Bains d'Apollon – Grotte des Bains d'Apollon
Creato nel 1670, questo boschetto originariamente conteneva una vasca d'acqua centrale di forma rettangolare circondata da un bordo alto con un cancello di metallo dal quale uscivano getti d'acqua, oltre che da alcuni cigni in bronzo posti agli angoli. Il centro della fontana mostrava un albero in ferro smaltato che spruzzava acqua dai propri rami. Per via proprio di questo albero centrale, il boschetto divenne noto col nome di Bosquet du Chêne Vert. Nel 1705 il boschetto venne distrutto per permettere la creazione del Bosquet des Bains d'Apollon, che venne creato per accogliere le statue che un tempo si trovavano nella Grotte de Thétys. Durante il regno di Luigi XVI, Hubert Robert rimodellò il boschetto creandovi una finta caverna ove porre le statue dei fratelli Marsy. Il boschetto venne quindi rinominato Grotte des Bains d'Apollon.

### Île du roi - Miroir d'Eau - Jardin du roi
Originariamente disegnato nel 1671 come due giochi d'acqua separati, il maggiore – Île du roi – conteneva un'isola artificiale che formava il punto focale di un elaborato sistema di fontane. L'Île du roi era separata dal Miroir d'Eau da un percorso affiancato da ventiquattro getti d'acqua. Nel 1684, l'isola venne rimossa e i getti d'acqua vennero drasticamente diminuiti. Nel 1704 nell'ambito di un rinnovamento del boschetto venne rimodellato il percorso e vennero rimossi altri getti d'acqua. Un secolo dopo, nel 1817, Luigi XVIII ordinò che l'Île du roi ed il Miroir d'Eau venissero completamente rimodellate sullo stile "all'inglese". A quell'epoca il boschetto venne rinominato Jardin du roi.

### Salle des Festins - Salle du Conseil - Bosquet de l'Obélisque
Nel 1671, André Le Nôtre disegnò un boschetto - col nome di Salle des Festins e poi chiamato Salle du Conseil – che consisteva in un'isola a forma di quadrifoglio circondata da un canale che conteneva cinquanta getti d'acqua. Ciascun lobo dell'isola conteneva una semplice fontana; l'accesso all'isola si otteneva attraverso due ponti in legno. Oltre il canale e poste al punto cardinale con i boschetti, vi erano quattro ulteriori fontane. Sotto la direzione di Jules Hardouin Mansart, il boschetto venne completamente rimodellato nel 1706. L'isola centrale venne rimpiazzata da una grande vasca d'acqua sollevata da cinque graditi, circondata da un canale. La fontana centrale conteneva 230 getti i quali, una volta accesi, formavano un obelisco, da cui il nuovo nome di Bosquet de l'Obélisque.

### Bosquet du Théâtre d'Eau - Bosquet du Rond-Vert
Il punto centrale di questo boschetto venne disegnato da Le Nôtre tra il 1671 ed il 1674 e consisteva in un teatro-auditorium affiancato da tre file di sedili di tufo che si raffrontavano ad un palco decorato con quattro fontane alternantesi a cascate raggianti. Tra il 1680 e la morte di Luigi XIV nel 1715, vi fu una costante risistemazione delle statue che decoravano il boschetto. Nel 1709, il boschetto venne riarrangiato con l'aggiunta della Fontaine de l'Île aux Enfants. Come parte della ripiantumazione dei giardini ordinata da Luigi XVI durante l'inverno del 1774-1775, il Bosquet du Théâtre d'Eau venne distrutto e rimpiazzato con il disadorno Bosquet du Rond-Vert.

### Bosquet des Trois Fontaines (Berceau d'Eau)
Situato ad ovest dell'Allée des Marmousets e rimpiazzante il Berceau d'Eau (un lungo e ombreggiato boschetto creato nel 1671 che rappresentava al bora invernale con numerosi getti d'acqua), il boschetto allargato venne trasformato da Le Nôtre nel 1677 in una serie di tre stanze collegate tra loro. Ciascuna "stanza" conteneva al suo interno un numero di fontane che giocavano effetti diversi. Le fontane sopravvissero alle modifiche che Luigi XIV ordinò per altre quattro fontane nel giardino durante l'inizio del XVIII secolo e vennero successivamente rimpiazzate durante la ripiantumazione dei giardini del 1774-1775. Nel 1830, il boschetto venne ripiantumato e a quel tempo le fontane vennero soppresse. A causa della tempesta che danneggiò il parco nel 1990 e nuovamente nel 1999, il Bosquet des Trois Fontaines venne restaurato e rinaugurato il 12 giugno 2004.

### Bosquet de l'Arc de Triomphe
Originariamente, questo boschetto venne progettato nel 1672 come un semplice pavillon d'eau – uno spazio circolare aperto con una fontana squadrata al centro. Nel 1676, questo boschetto, collocato ad est dell'Allée des Marmousets, formante un pendant con il Bosquet des Trois Fontaines, venne allargato e ridecorato su linee politiche che alludessero alle vittorie militari della Francia sulla Spagna e sull'Austria, con l'aggiunta anche di un arco di trionfo, da cui il nome. Così come il Bosquet des Trois Fontaines, questo boschetto sopravvisse alle modifiche del XVIII secolo, ma venne ripiantato nel 1830 e fu a quel tempo che le fontane vennero rimosse. Dal 2008, questo boschetto venne incluso in un procedimento di restauro.

### Bosquet de la Renommée—Bosquet des Dômes
Costruito nel 1675, il Bosquet de la Renommée riportava una fontana con al centro una statua della Fama – da cui il nome del boschetto. Con la rilocazione dell statue dalla Grotte de Thétys nel 1684, il bosquet venne rimodellato per accomodarvi le statue della fontana della Fama che venne rimossa. A quel tempo il boschetto venne ribattezzato Bosquet des Bains d'Apollon. Come parte della riorganizzazione del giardino che venne ordinata da Luigi XIV nella prima parte del XVIII secolo, il gruppo di Apollo venne rimosso ancora una volta verso il sito del Bosquet du Marais – collocato presso la fontana di Latona - che venne distrutto e rimpiazzato dal nuovo Bosquet des Bains d'Apollon. Le statue vennero installate su piedistalli marmorei dai quali sgorgava l'acqua; e ciascun gruppo statuario venne protetto da baldacchini in bronzo dorato. Il vecchio Bosquet des Bains d'Apollon venne rinominato Bosquet des Dômes per via dei due padiglioni a cupola costruiti.

### Bosquet de l'Encélade
Creato nel 1675 allo stesso tempo del Bosquet de la Renommée, la fontana di questo boschetto rappresenta Encelado, un titano decaduto che venne condannato a vivere sotto il monte Etna, consumato dalla lava vulcanica. Per questa concezione, questa fontana venne vista come un'allegoria della vittoria di Luigi XIV sulla Fronda. Nel 1678 vi venne aggiunt oun anello ottagonale di tufo con otto fontane rocaille a circondare la fontana centrale. Queste aggiunte vennero rimosse nel 1708. Quando è attiva, questa fontana ha i getti più alti di tutte le fontane di Versailles - 25 metri.

### Bosquet des Sources - La Colonnade
Disegnata come una semplice e disadorna salle de verdure da Le Nôtre nel 1678, l'architetto incorporò un boschetto già esistente e programmò il nuovo in nove isolette. Nel 1684, Jules Hardouin Mansart ridisegnò completamente il boschetto costruendo un doppio peristilio arcato di forma circolare. Il Colonnade, come venne rinominato, originariamente aveva trentadue archi e trentuno fontane. Nel 1704 vennero aggiunte tre entrate addizionali al Colonnade, riducendo il numero di fontane da trentuno a ventotto. Le statue che occupano ancora oggi il centro del colonnato - il Rapimento di Persefone (facenti parte della Grande Commande del 1664) - vennero poste in loco nel 1696.

### Galerie d'Eau - Galerie des Antiques - Salle des Marronniers
Occupante il sito dell'antica Galerie d'Eau (1678), la Galerie des Antiques venne disegnata nel 1680 per ospitare la collezione di state antiche e copie di antiche statue acquisite dall'Académie de France à Rome. Attorno all'area centrale pavimentata di pietra colorata, si trova un canale decorato con venti statue separate da tre getti d'acqua ciascuna. La galerie venne completamente rimodellata nel 1704 quando le statue vennero trasferite al castello di Marly ed il boschetto venne ripiantumato con ippocastani (Aesculus hippocastanum) – da cui il nome attuale di Salle des Marronniers

### Salle de Bal
Collocato ad ovest del Parterre du Midi ed a sud della fontana di Latona, questo boschetto, disegnato da Le Nôtre e costruito tra il 1681 ed il 1683, mostrava delle cascate semicircolari che conducevano ad una salle de verdure. Contenente dei grandi candelabri dorati per l'illuminazione, la Salle de Bal venne inaugurata nel 1683 dal figlio di Luigi XIV, il Gran Delfino, con una festa danzante. La Salle de Bal venne rimodellata nel 1707 quando l'isola centrale venne rimossa e venne aggiunta un'ulteriore entrata.

### Vedute dei boschetti
|                                                                        |                                                                         |                                                                      |                                                                                    |                                                                                  |                                                                                 |
| “Entrée du Labyrinthe” di Jean Cotelle, ca. 1693                       | “Vue de l'intérieur du bosquet du Labyrinthe” di Jean Cotelle, ca. 1693 | “Bosquet de l’Étoile ou la Montagne d’eau” di Jean Cotelle, ca. 1693 | “Bosquet du Marais” di Jean Cotelle, ca. 1693                                      | “Bosquet des Bains d'Apollon” di Pierre-Denis Martin (Martin le Jeune), ca. 1713 | “Bosquet de l’Île Royale et le Bassin du Miroir” di Étienne Allegrain, ca. 1693 |
|                                                                        |                                                                         |                                                                      |                                                                                    |                                                                                  |                                                                                 |
| “Salle des Festins ou Salle du Conseil” di Étienne Allegrain, ca. 1688 | “Le théâtre d'eau-vue de a scène” di Jean Cotelle, ca. 1693             | “Bosquet des trois fontaines-vue du côté” di Jean Cotelle, ca. 1693  | “Bosquet de l’Arc de Triomphe-vue depuis la Salle basse” di Jean Cotelle, ca. 1693 | “Bosquet des Dômes” di Jean Cotelle, ca. 1693                                    | “Parterre d’Eau” di Jean Cotelle, ca. 1693                                      |
|                                                                        |                                                                         |                                                                      |                                                                                    |                                                                                  |                                                                                 |
| “Bassin de l'Encélade" Jean Cotelle, ca. 1693                          | “La Colonnade” di Jean Cotelle, ca. 1693                                | “Galerie des Antiques” di Jean Joubert, ca. 1693                     | “La Salle de bal” di Jean Cotelle, ca. 1693                                        | “Bassin de Neptune” di Jean Cotelle, ca. 1693                                    | “Vue de l'Orangerie” di Jean Cotelle, ca. 1693                                  |
|                                                                        |                                                                         |                                                                      |                                                                                    |                                                                                  |                                                                                 |
| “Bassin du Dragon” di Jean Cotelle, ca. 1693                           | “Bosquet des trois fontaines-vue de face" di Jean Cotelle, ca. 1693     | “Bosquet de l’Île Royale" di Étienne Allegrain, ca. 1693             | “Le théâtre d'eau-vue de l'amphithéâtre” di Jean Cotelle, ca. 1693                 | “L’Orangerie” di Jean Cotelle, ca. 1693                                          | “Parterre du Nord” di Étienne Allegrain, ca. 1693                               |

|                                             |                                                                   |                                            |                                                    | |
| Bosquet of the Salle de Bal, vista attuale. | La Colonnade con il "Rapimento di Persefone" di François Girardon | Grotte des Bains d’Apollon, vista attuale. | Bassin d’Apollon - Apollo Fountain, vista attuale. | “Versailles, le jardin du Roi” di Raimundo de Madrazo y Garreta, 1914–1920, olio su tela, 17 x 30 cm, Museo Lambinet |

## Ripiantumazione dei giardini
Pratica comune ad un giardino antico è la ripiantumazione, e Versailles non fa eccezione. Nella loro storia, i giardini di Versailles hanno conosciuto almeno cinque grandi ripiantumazioni, eseguite per ragioni pratiche ed estetiche.
Durante l'inverno del 1774-1775, Luigi XVI ordinò la ripiantumazione dei giardini a causa dell'assestamento dei terreni e per il fatto che molti alberi ormai sopra il secolo di vita erano cresciuti eccessivamente e rischiavano col loro crollo di creare danni ancora maggiori. Inoltre, come era pratica nel XVIII secolo, i giardini dell'epoca del Re Sole erano ormai fuori moda e si voleva adeguare Versailles allo stile più all'inglese. Questo, ad ogni modo, non fu del tutto possibile in quanto la conformazione stessa del terreno permetteva un migliore sviluppo del jardins français piuttosto che di quello "all'inglese". Successivamente, nel 1860, gran parte delle piante dell'epoca di Luigi XVI vennero rimosse e rimpiazzate. Nel 1870 un violento temporale danneggiò l'area il che necessitò di un complesso programma di ripiantumazione. Ad ogni modo, con la Guerra franco-prussiana che spodestò Napoleone III e con la Comune di Parigi, la ripiantumazione del giardino non ebbe luogo sino al 1883.
Le più recenti ripiantumazioni dei giardini risalgono alle ultime due grandi tempeste che hanno colpito Versailles nel 1990 e nuovamente nel 1999. Il temporale danneggiò tra Versailles ed il Trianon circa un centinaio di piante, distinguendosi come il peggiore tra i danni al giardino della reggia nella sua storia. Le ripiantumazioni consentirono alle autorità governative di poter restaurare e ricostruire molti dei boschetti abbandonati durante il regno di Luigi XVI, come il Bosquet des Trois Fontaines, che venne restaurato nel 2004.
Seguendo il naturale ciclo delle ripiantumazioni che furono necessarie a Versailles, ad oggi si può dire che non esistono piante nel parco riconducibili all'epoca di Luigi XIV.

## I problemi dell'acqua
La meraviglia dei giardini di Versailles – oggi come un tempo – sono le fontane. Ad ogni modo l'acqua, che da sempre è l'elemento chiave dei giardini fu un problema gravoso sin dall'epoca di Luigi XIV.
I giardini di Luigi XIII richiedevano acqua, e i locali acquitrini provvedevano ad un rifornimento adeguato al giardino dell'antico castello. Ad ogni modo, dopo che Luigi XIV iniziò ad espandere i giardini ed a costruire un numero grandioso di fontane, si dimostrò necessario aumentare il rifornimento d'acqua per i giardini di Versailles.
Per far fronte alle necessità della prima espansione dei giardini di Luigi XIV, l'acqua veniva pompata direttamente dagli stagni nei pressi del castello, con quello di Clagny come principale risorsa. L'acqua dagli acquitrini veniva pompata nella riserva posta sopra la Grotte de Thétys, e poi da lì alimentava le fontane per la gravità idraulica. Altre riserve si trovavano presso la collina di Satory a sud del castello.
Dal 1664, aumentò ancora la necessità di acqua per i giardini e in quell'anno Louis Le Vau disegnò la Pompe, un acquedotto costruito a nord del castello. La Pompe aspirava l'acqua dallo stagno di Clagny usando un sistema di mulini a vento e di pompe azionate da cavalli da tiro posti nei pressi della struttura stessa. La capacità della pompa era di 600 m3 d'acqua al giorno.
Con il completamento del Grand Canal nel 1671 che veniva utilizzato come drenaggio per le fontane dei giardini, l'acqua, attraverso un sistema di mulini a vento, veniva ripompata alla riserva sul tetto della Grotte de Thétys. Se questo sistema risolveva molti dei problemi di rifornimento d'acqua, non vi era mai abbastanza acqua per mantenere attive tutte quante le fontane del giardino.
Mentre infatti le fontane nei pressi del castello potevano essere mantenute attive tutte contemporaneamente, questo non accadeva per esempio per le fontane nei boschetti che venivano attivate al bisogno. Nel 1672, Jean-Baptiste Colbert progettò un sistema attraverso il quale i fontanieri nel giardino avrebbero potuto attivare ciascuna fontana indipendentemente attraverso dei segnali al passaggio del re e della corte, creando un mirabolante spettacolo d'acqua.
Nel 1674, la Pompe venne allargata - da allora ottenne il nome di Grande Pompe. La capacità di pompaggio venne incrementata attraverso l'accrescimento della potenza e del numero di pistoni utilizzati per innalzare l'acqua. Questi miglioramenti aumentarono la capacità dell'acqua a 3000 m³ d'acqua al giorno; ad ogni modo, l'accresciuta capacità di pompaggio della Grande Pompe solitamente lasciava lo stagno di Clagny perlopiù secco.
La sempre crescente domanda d'acqua e lo stress posto al sistema esistente di rifornimento d'acqua portò a dover necessariamente inventare nuove misure per incrementare l'acqua a Versailles. Tra il 1668 ed il 1674 venne progettato di deviare il corso del fiume Bièvre verso Versailles e il progetto riuscì a portare il pompaggio a 72000 m³ d'acqua al giorno per i giardini.
Malgrado l'aumento dell'acqua proveniente dal fiume Bièvre, i giardini avevano bisogno ancora di molta acqua e questo rese necessario creare nuovi progetti. Nel 1681 uno dei più ambiziosi progetti d'acqua concepiti sotto il regno di Luigi XIV ebbe inizio. Sfruttando la vicinanza della Senna a Versailles, un progetto che si proponeva di trarre l'acqua dal fiume e condurla sino alla reggia attraverso la costruzione in quello stesso anno di una particolare pompa direttamente sul fiume, la cosiddetta Macchina di Marly.

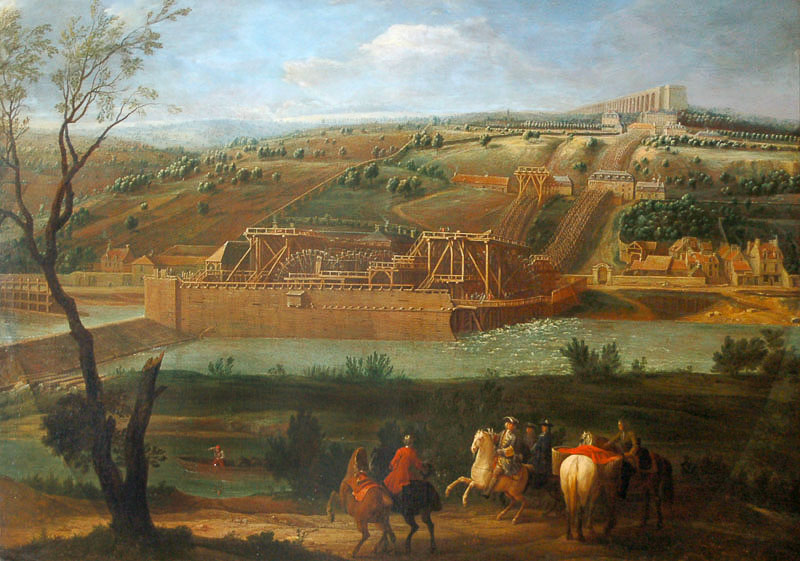
La machine de Marly in un disegno di Pierre-Denis Martin, 1723

La Macchina di Marly venne disegnata per portare l'acqua dalla Senna a tre stadi verso l'Acquedotto di Louveciennes a più di 100 metri dal livello del fiume. Una serie di grandi ruote d'acqua vennero costruite sul fiume, in grado di sollevare l'acqua attraverso un sistema di 64 pompe verso una riserva posta a 48 metri sul livello del fiume. Da questa prima riserva, l'acqua veniva innalzata di altri 56 metri verso la seconda riserva da un sistema di 790 pompe. Infine, con altre 78 pompe, l'acqua veniva innalzata al livello dell'acquedotto che portava poi l'acqua a Versailles ed al castello di Marly.
Nel 1685 la Macchina di Marly iniziò a funzionare a pieno regime. Ad ogni modo, a causa del deterioramento dei condotti ed ai danni ai meccanismi, la macchina era in grado di consegnare alla reggia solo 3.200 m3 d'acqua al giorno – circa metà dell'aspettativa. La macchina era un must per i visitatori in Francia. Sebbene dunque il suo risultato fosse sotto le aspettative e per quanto i soli giardini di Versailles consumassero più acqua dell'intera città di Parigi in un giorno, la Macchina di Marly continuò a funzionare sino al 1817.
Durante il regno di Luigi XIV, il rifornimento d'acqua rappresentava un terzo dei costi di costruzione di Versailles. Malgrado le aggiunte della Macchina di Marly, le fontane nei giardini potevano fiunzionare solo à l'ordinaire – cioè a metà pressione. In misura di economia, le fontane continuavano a consumare 12800 m³ d'acqua al giorno. Nel caso dei ‘‘Grandes Eaux’’ – quando tutte le fontane dovevano funzionare al massimo della loro potenza – erano necessari altri 10000 m³ d'acqua per un solo pomeriggio di giochi d'acqua. Secondo le fonti d'epoca, ad ogni modo, i ‘‘Grandes Eaux’’ erano unicamente riservati alle occasioni più rilevanti come la visita dell'ambasciata siamese nel 1685-1686.
Un ultimo tentativo per cercare di risolvere il problema della mancanza d'acqua venne portato avanti nel 1685. In quell'anno venne proposto di trarre dell'acqua anche dal fiume Eure, collocato a 160 chilometri di distanza dalla reggia di Versailles ad un livello di 26 metri sopra le riserve dei giardini del palazzo. Il progetto prevedeva non solo l'escavazione di un canale e di un acquedotto a parte, ma anche la necessità di creare canali navigabili e chiuse per consentire una manutenzione ordinaria del canale principale. Nel 1685 vennero impiegati tra i 9 000 ed i 10 000 soldati e l'anno successivo giunsero addirittura a 20 000. Tra il 1686 ed il 1689, quando la Guerra della Lega di Augusta ebbe inizio, un decimo dell'esercito francese era impiegato al lavoro per il progetto del Canal de l'Eure. Con lo scoppio della guerra, il progetto venne abbandonato e non venne mai completato. Il completamento dell'acquedotto, ad ogni modo, riuscì a rifornire di altri 50000 m³ d'acqua giornalieri il palazzo, abbastanza ora da risolvere i problemi d'acqua legati ai giardini della reggia.
Attualmente il museo della reggia di Versailles continua ad affrontare il problema dell'acqua. Durante i Grandes Eaux, l'acqua circola grazie a moderni sistemi di pompaggio dal Grand Canal alle riserve. Un valido rimpiazzo dell'acqua persa a causa dell'evaporazione, è oggi l'acqua piovana che viene raccolta in cisterne apposite collocate lungo i giardini e poi orientate nel Grand Canal.